# ヴィオランテ・ディ・モンフェラート
ヴィオランテ・ディ・モンフェラート（Violante di Montferrato, 1274年 - 1317年）は、東ローマ帝国皇帝アンドロニコス2世パレオロゴスの2度目の皇后。別名ヨランダ（Yolanda）。ギリシア名ではエイレーネー・パレオロギナ（Ειρήνη Παλαιολογίνα）。

## 来歴
カザーレ・モンフェッラートで生まれる。父はモンフェッラート侯グリエルモ7世、母はカスティーリャ王アルフォンソ10世の娘ベアトリス。
1284年、アンドロニコス2世の後添えとして結婚。名前をエイレーネーに改名する。エイレーネーの生家はかつてテッサロニキ王国を支配していたモンフェッラート侯家のボニファーチョ1世の子孫であり、名目的ながら同王国及びテッサロニキに対する相続権を請求していた。その為に彼女は、夫アンドロニコス帝に対し、自分の息子に皇帝称号と共にテッサロニキを独立の帝国として与えるよう、執拗に要求したが、これは無論拒否された。しかし彼女の息子達は専制公に叙せられて、帝国各地の行政官を務めた。
イタリアで、実家のモンフェッラート侯家、アレラーミチ家の男系が、エイレーネーの弟ジョヴァンニの死で絶えると（1305年）、自分の二男テオドーロに侯爵位を継がせた。

## 子女
エイレーネーとアンドロニコス2世の間には4子が生まれた。
- ヨハネス（1286年 - 1308年）
- テオドロス（1291年 - 1338年3月24日） - モンフェッラート侯テオドーロ（1305年 - 1338年）
- シモニス（1294年 - 1336年） - セルビア王ステファン・ウロシュ2世ミルティンの妃
- デメトリオス（1295年 - 1343年以降）